# На тараци (ТВ филм из 1964)
„На тараци” је југословенски ТВ филм из 1964. године. Режирао га је Звонимир Бајсић који је написао и сценарио по делу Иве Војновића.

## Улоге
| Глумац          | Улога |
| --------------- | ----- |
| Виктор Бек      |       |
| Мато Ерговић    |       |
| Љиљана Генер    |       |
| Катица Лабас    |       |
| Мише Мартиновић |       |
| Лино Сапро      |       |